# João Soares de Albergaria
Se procura o político liberal e escritor jorgense, veja João Soares de Albergaria de Sousa.
João Soares (c. 1415 — 1499) foi o 2.º capitão do donatário nas ilhas de Santa Maria e de São Miguel, sucedendo no cargo a Gonçalo Velho Cabral, seu tio materno. Após a confirmação da doação da capitania de São Miguel a Rui Gonçalves da Câmara (1474), continuou capitão apenas da de Santa Maria.
Nas genealogias tardias e alguma historiografia é por vezes referido como João Soares de Albergaria ou como João Soares Velho, mas coevamente, de fato, apenas se documenta como João Soares. Não pertencia à família Soares de Albergaria, como se comprova pela carta de armas que o seu filho João Soares de Sousa obteve a 18 de junho de 1527, a saber um escudo esquartelado de Velho e Sousa (Arronches), com uma flor-de-lis de ouro por diferença. Nesta carta de armas, João Soares de Sousa diz-se filho de João Soares Velho, "que herdou esta Capitania [da ilha de Santa Maria] de Gonçalo Velho capitão da dita ilha e comendador de Almourol por ser seu parente mais chegado", e de sua esposa, Branca de Sousa, filha de João de Sousa Falcão. Se Fernão Soares, pai deste João Soares (Velho), fosse Soares de Albergaria, o neto não deixaria nunca de ter as armas desta família.

## Biografia
Foi filho de Fernão Soares e de Teresa Velho (Cabral), uma irmã de Gonçalo Velho. Desposou Brites Godins (Beatriz Godins, Godiz ou Codiz), não havendo descendência deste consórcio. Por motivo de doença desta senhora, João Soares deslocou-se com ela para a ilha da Madeira, em busca de clima mais favorável, sendo acolhidos pela família do capitão do Funchal, João Gonçalves da Câmara de Lobos.
Vindo a sua primeira esposa a falecer no continente por volta de 1492-1493, casou em segundas núpcias com D. Branca de Sousa, filha de um fidalgo da Casa Real e donzela de D. Filipa, tia da então rainha. Em que pese a avançada idade dele, de acordo com alguns autores, dessa união houve quatro filhos:
- João Soares de Sousa, que viria a ser o 3.º capitão do donatário de Santa Maria;
- Pedro Soares, que morreu no Estado Português da Índia;
- D. Maria, que casou em Portugal; e
- D. Violante, que foi desposada em Santa Maria por um Castelhano.

## Governo
A sucessão da capitania das ilhas de Santa Maria e São Miguel, em algum momento após 1460, é assim narrada por Frutuoso:
"Mas, propondo-lhe o Infante [D. Fernando, a frei Gonçalo Velho] diante outro seu sobrinho, que em sua casa tinha, e os muitos serviços que dele tinha recebidos, e como era também seu sobrinho, filho de outra sua irmã, pareceu-lhe bem ao dito Frei Gonçalo Velho a razão do Infante e fez-lhe a vontade, aceitando a mercê que lhe fazia para seu sobrinho, que se chamava João Soares de Albergaria (283); e, mandando-o chamar o Infante, lhe fez mercê, diante de seu tio Frei Gonçalo Velho, per sua livre vontade e voluntária renunciação, da capitania das ditas ilhas de Santa Maria e São Miguel, e, beijando o dito João Soares logo a mão ao Infante por esta mercê, que lhe fazia, ficou capitão eleito delas, e depois confirmado por sua carta patente, que lhe disso foi passada, por mandado do dito Infante e assinada por ele."
Deve-se a João Soares, que fixou residência na ilha, a estruturação do povoamento de Santa Maria e a fundação do seu principal povoado, Vila do Porto. Foi o primeiro dos capitães do donatário hereditários no regime que depois se estenderia às restantes ilhas dos Açores, já que o seu predecessor, Gonçalo Velho, terá sido apenas "comendador de Santa Maria e capitão nos Açores", com um estatuto pouco definido e sem regimento conhecido.
No tempo deste capitão (antes de 1472), receberam foral de vilas as localidades de Vila do Porto e de Vila Franca do Campo, as mais antigas dos Açores.
Possivelmente devido às avultadas despesas com o tratamento de sua primeira esposa na Madeira, ali foi decidida a venda da capitania de São Miguel a Rui Gonçalves da Câmara, por 2.000 cruzados em espécie e 4.000 arrobas de açúcar, ficando assim definitivamente separadas as capitanias de São Miguel e de Santa Maria. Este contrato teve a anuência da Infanta D. Beatriz, mãe e tutora do donatário, D. Diogo, duque de Viseu, conforme carta de 10 de março de 1474, sendo ratificada pelo soberano nestes termos:
"Fazemos saber que Rui Gonçalves da Câmara, cavaleiro da Casa do Duque de Viseu, meu muito amado primo, e prezado sobrinho nos disse como lhe per a Infanta Dona Beatriz, sua madre e tutora, em nome seu, era feita a doação da capitania da ilha de San Miguel para sempre aprovamos e confirmamos a dita doação.".
Por carta passada pela infanta D. Beatriz em 12 de Maio de 1474, João Soares fora nomeado como capitão do donatário em Santa Maria, documento confirmado pelo soberano nos seguintes termos:
"Fazemos saber que por João Soares cavaleiro da Casa do duque de Viseu meu muito amado e prezado sobrinho nos foi mostrada uma carta signada por a infanta D. Beatriz minha muito amada e prezada irmã pela qual fazia saber que ela em nome do dito seu filho e como sua tutor e curador que d'ele era ela dava carrego ao dito João Soares da ilha de Santa Maria, que ele fosse capitão dela.".
João Soares exerceu este cargo até à sua morte.
Gaspar Frutuoso ao referir os feitos deste capitão narra dois assaltos castelhanos à ilha, por ele rechaçados:
"E, estando algum tempo na ilha, contam alguns que, andando um dia passeando à sua porta, veio uma nau de castelhanos onde vinha um seu cunhado, outros dizem seu genro, que o queria matar; e saíram em terra como quarenta homens armados que, sem serem sentidos, deram de súbito com ele a horas de meio dia, e, tirando alguns tiros com seus arcabuzes, sem lhe empecerem, nem acertarem, acudiu um mancebo, que se chamava António Fernandes, com um montante, e tão valorosamente o fizeram o Capitão João Soares e ele e outros poucos da terra, que levaram os imigos até à rocha da Concepção, deitando dois deles pela rocha abaixo, que logo morreram, acolhendo-se os mais aos barcos e neles à sua nau.
O que bem podia acontecer, porque outros dizem que, estando o dito Capitão João Soares, no tempo em que havia guerras antre Portugal e Castela, veio ter aí um navio de castelhanos, que quiseram entrar, e o dito Capitão se defendeu deles por espaço de dois ou três dias com um negro e quatro ou cinco homens, que somente tinha consigo, e, como eram tão poucos, o cativaram por fim os castelhanos, depois de muito desvelado e cansado de pelejar, e o levaram a Castela, levando com ele o negro; e dos mais que tinha em sua companhia não se sabe, se vendo a coisa mal parada e sem remédio, se acolheram à serra e ficaram na ilha, ou se foram também cativos com o seu Capitão, que lá em Castela se resgatou; e, depois de ter pago o resgate e estar livre, daí a oito dias se fizeram as pazes com Portugal, as quais pazes el-Rei de Portugal D. Afonso, o quinto do nome, fez com el-Rei D. Fernando de Castela, marido da Rainha D. Isabel, no fim do ano do Senhor de mil e quatrocentos e oitenta, como conta o curioso cronista Garcia de Rezende no capítulo vigésimo da sua Crónica, que fez do grande Rei de Portugal D. João, segundo do nome."
Foi durante o seu governo que o navegador Cristóvão Colombo aportou em Santa Maria, de regresso ao reino de Castela, a bordo da Niña, tendo os seus marinheiros sido aprisionados pelas forças de João da Castanheira (Fevereiro de 1493), lugar-tenente de Albergaria que, na ocasião, se encontrava ausente no Continente.